# Gisulf de Spolète
Pour les articles homonymes, voir Gisulf.
Gisulf de Spolète duc Lombard de Spolète de 760 à 762.

## Éléments de biographie
Après qu'il a accédé au royaume des Lombards le roi Didier nomme au commencement  de l'année 760  nomme un certain Gisulf à la tête du duché de Spolète. On connaît de ce duc deux plaids de 761 le premier en février conjointement avec Gunipert contre un certain Furon en faveur d'Alan l'abbé de Farfa et le second en avril contre Campal de Rieti. L'administration de Spolète par Gisulf est brève elle cesse dès octobre 762 soit à cause de son décès ou  d'une autre cause inconnue 